# Stenoptera ecuadorana
Stenoptera ecuadorana är en orkidéart som beskrevs av Dodson och C.Vargas. Stenoptera ecuadorana ingår i släktet Stenoptera och familjen orkidéer.
Artens utbredningsområde är Ecuador. Inga underarter finns listade i Catalogue of Life.